# Società Podistica Lazio 1904-1905
Questa voce raccoglie le informazioni riguardanti la Società Podistica Lazio nelle competizioni ufficiali della stagione 1904-1905.

## Stagione
La Lazio partecipa nuovamente ad amichevoli contro la C.S. Virtus.

## Divise
L'uniforme è una maglia a quarti bianchi e celesti con calzoncini e calzettoni neri.

## Organigramma societario
Area direttiva
- Presidente: Fortunato Ballerini
- Vice Presidente: Tito Masini
- Segretario: Guido Baccani

Area tecnica
- Direttore sportivo: Alceste Grifoni
- Allenatore: Sante Ancherani

## Rosa
| N. |                   | Ruolo | Calciatore          |
| -- | ----------------- | ----- | ------------------- |
|    | Italia (bandiera) | P     | Carlo Volpi         |
|    | Italia (bandiera) | P     | Andrea Cerruti      |
|    | Italia (bandiera) | D     | Pietro Cerruti      |
|    | Italia (bandiera) | D     | Carlo Grassi        |
|    | Italia (bandiera) | D     | Alceste Grifoni     |
|    | Italia (bandiera) | C     | Giuseppe D'Amico    |
|    | Italia (bandiera) | C     | Guido Mariotti      |
|    | Italia (bandiera) | C     | Fernando Pellegrini |

| N. |                   | Ruolo | Calciatore      |
| -- | ----------------- | ----- | --------------- |
|    | Italia (bandiera) | A     | Sante Ancherani |
|    | Italia (bandiera) | A     | Ernesto Cerruti |
|    | Italia (bandiera) | A     | Rodolfo De Mori |
|    | Italia (bandiera) | A     | Angelo Golini   |
|    | Italia (bandiera) | A     | Tito Masini     |
|    | Italia (bandiera) | A     | Romolo Pollina  |
|    | Italia (bandiera) | A     | Augusto Ricci   |

## Calciomercato
| Acquisti | Acquisti | Acquisti | Acquisti |
| R.       | Nome     | da       | Modalità |
| -------- | -------- | -------- | -------- |

| Cessioni | Cessioni       | Cessioni | Cessioni      |
| R.       | Nome           | a        | Modalità      |
| -------- | -------------- | -------- | ------------- |
| D        | Olindo Bitetti |          | fine carriera |

## Risultati
| Roma 17 giugno 1905 Amichevole        | Lazio     | 2 – 2 | C.S. Virtus | Campo di Piazza D'Armi |
| \| \| \| \| \| ? \| Marcatori \| ? \| |           |       |             |                        |
|                                       |           |       |             |                        |
| ?                                     | Marcatori | ?     |             |                        |